# غريغ مور (لاعب هوكي جليد)
غريغ مور (بالإنجليزية: Greg Moore)‏ هو لاعب هوكي جليد أمريكي، ولد في 26 مارس 1984 في ليسبون في الولايات المتحدة.

## وصلات خارجية
- غريغ مور على موقع دوري الهوكي الوطني (الإنجليزية)
- غريغ مور على موقع قاعة مشاهير الهوكي (لاعب أن.إتش.أل) (الإنجليزية)
- غريغ مور على موقع EliteProspects.com (الإنجليزية)
- غريغ مور على موقع HockeyDB.com (الإنجليزية)
- غريغ مور على موقع Hockey-Reference.com (الإنجليزية)